# Rhamnus erythroxyloides
Rhamnus erythroxyloides är en brakvedsväxtart. Rhamnus erythroxyloides ingår i släktet getaplar, och familjen brakvedsväxter.

## Underarter
Arten delas in i följande underarter:
- R. e. erythroxyloides
- R. e. iranica
- R. e. sintenisii

## Bildgalleri

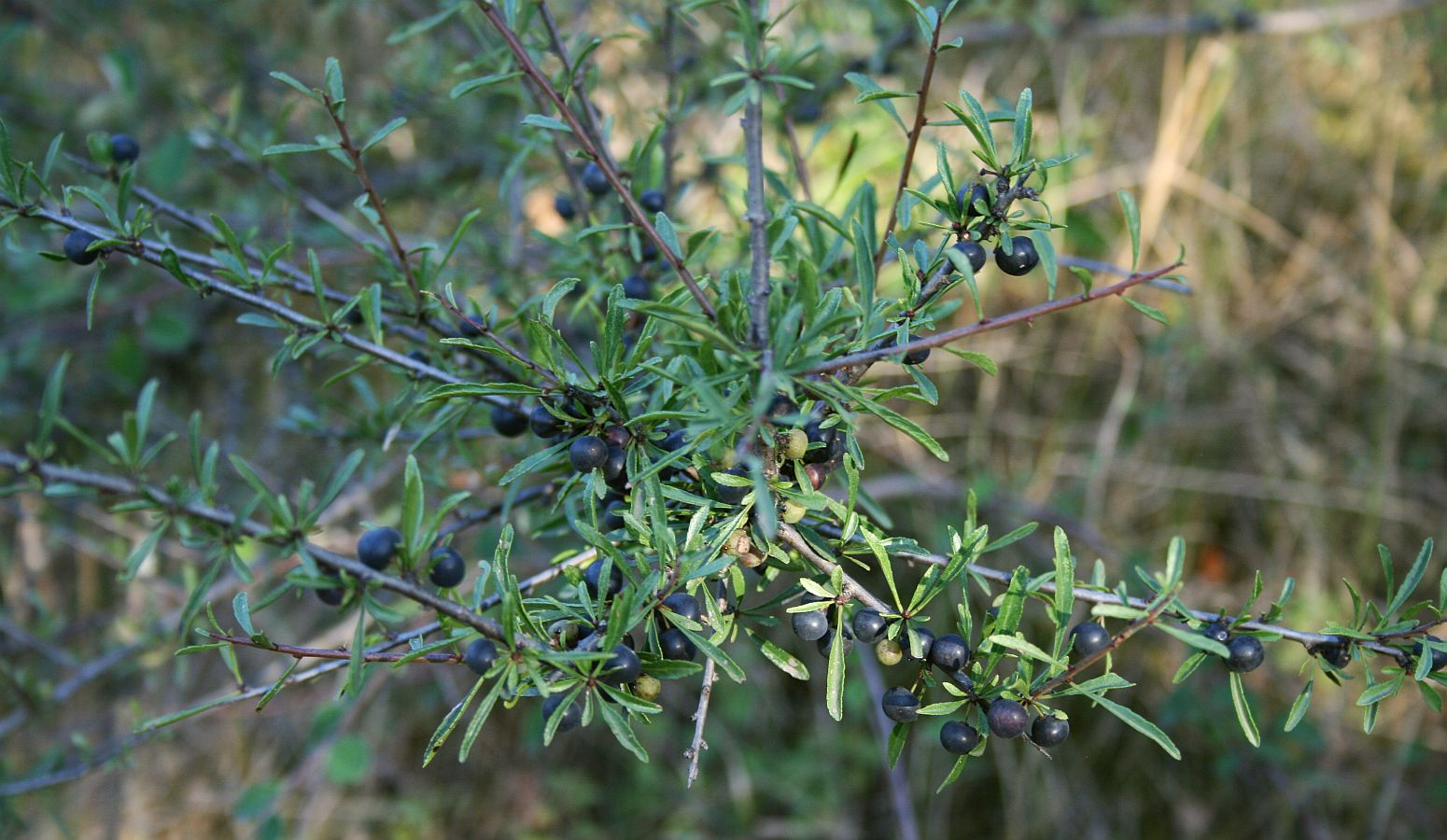
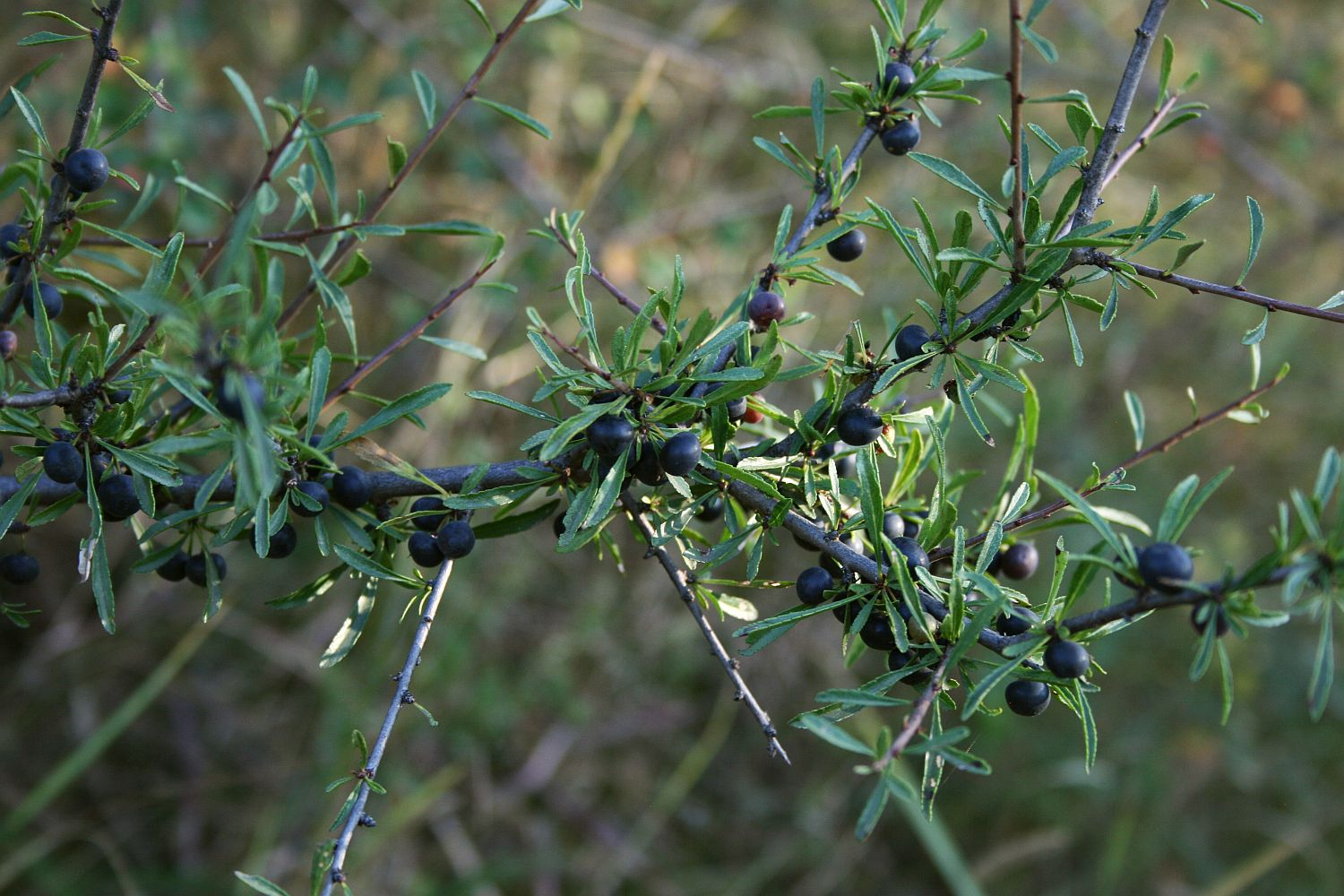